# بازماند
بیماری ناشی از بیماری دیگر را در پزشکی، بازماند (sequela) و در صورت زخم‌ها، جای زخم می‌گویند. هر اختلال یا حالت مرضی که به دنبال ابتلا به یک بیماری رخ دهد و باقی بماند، بازماند نامیده می‌شود.
نارسایی مزمن کلیه برای نمونه گاه بازماندی است از دیابت، و گردن‌درد از بازماندهای معمول کشیدگی و واخوردگی گردن بر اثر تصادفات است. اختلال تنش‌زای پس از رویداد می‌تواند بازماندی روانی از تجاوز جنسی باشد. بازماندهای آسیب ضربه‌ای به مغز شامل سردرد و گیجی، اضطراب، بی‌احساسی، افسردگی، پرخاشگری، اختلالات شناختی، دگرگونی‌های شخصیتی، شیدایی، و روان‌پریشی می‌شود. 
برخی بیماری‌ها را از روی بازماندهای آن‌ها تشخیص می‌دهند برای نمونه جَنب‌آماس pleurisy.